# Derby (Colorado)
Derby és una concentració de població designada pel cens dels Estats Units a l'estat de Colorado. Segons el cens del 2000 tenia 6.423 habitants.

## Demografia
Segons el cens del 2000, Derby tenia 6.423 habitants, 2.061 habitatges, i 1.572 famílies. La densitat de població era de 1.512,2 habitants per km².
Dels 2.061 habitatges en un 38,7% hi vivien nens de menys de 18 anys, en un 54,2% hi vivien parelles casades, en un 14% dones solteres, i en un 23,7% no eren unitats familiars. En el 18,3% dels habitatges hi vivien persones soles el 6,6% de les quals corresponia a persones de 65 anys o més que vivien soles. El nombre mitjà de persones vivint en cada habitatge era de 3,06 i el nombre mitjà de persones que vivien en cada família era de 3,45.
Per edats la població es repartia de la següent manera: un 29,6% tenia menys de 18 anys, un 10,7% entre 18 i 24, un 29,9% entre 25 i 44, un 20,2% de 45 a 60 i un 9,6% 65 anys o més.
L'edat mediana era de 31 anys. Per cada 100 dones de 18 o més anys hi havia 110,4 homes.
La renda mediana per habitatge era de 38.571 $ i la renda mediana per família de 41.156 $. Els homes tenien una renda mediana de 28.354 $ mentre que les dones 24.792 $. La renda per capita de la població era de 13.844 $. Entorn del 9,7% de les famílies i el 10,4% de la població estaven per davall del llindar de pobresa.

## Poblacions més properes
El següent diagrama mostra les poblacions més properes.